# Aliskiren
Aliskiren es el primer fármaco de una nueva clase de antihipertensivos llamados inhibidores de la renina.

## Historia
Aliskiren fue fruto de la colaboración de las farmacéuticas Novartis y Speedel.
Fue aprobada por la FDA en el 2007 para el tratamiento de la hipertensión primaria.  Los científicos de estos laboratorios conocían que el organismo, como reacción al uso crónico de otras sustancias antihipertensivas que afectaban al eje renina-angiotensina-aldosterona, aumentaba la producción de renina, con lo que los fármacos perdían parte de su efecto. Se pensó que esto se evitaría si se atacaba directamente la actividad de la renina.
Se comercializa con el nombre de Tekturna en EE. UU. y Rasilles en gran parte del mundo.

## Farmacodinámica

### Mecanismo de acción
La renina es la primera sustancia del eje renina-angiotensina-aldosterona, que juega un papel central en el control de la tensión arterial. La renina transforma el angiotensinógeno en angiotensina I, la cual, por acción de la enzima conversora de angiotensina (ECA), es convertida en angiotensina II. La angiotensina tiene tanto efectos directos como indirectos sobre las causas de la hipertensión arterial. Por un lado origina contracción de la musculatura lisa arterial, lo que lleva a vasoconstricción y aumento de la presión arterial. Por otra parte aumenta la síntesis de aldosterona, lo que origina retención de sodio y agua en los túbulos renales, aumento del volumen plasmático e indirectamente aumento de la tensión arterial. El aliskiren se une al centro activo S3 (subcentro S3sp) de la renina, con lo que se impide la conversión del angiotensinógeno en la angiotensina I.

### Interacciones
Es sustrato de la CYP3A4, por lo que puede interaccionar con:
- Furosemida,
- Atorvastatina,
- Ketoconazol,
- Ciclosporina

### Efectos adversos
- Angioedema
- Hiperpotasemia, sobre todo cuando se utiliza con inhibidores de la ECA en pacientes diabéticos
- Hipotensión, en particular en pacientes con depleción de volumen
- Diarrea y otros síntomas gastrointestinales
- Erupción cutánea, elevación de ácido úrico, gota y litiasis renal.
- Dígale a su médico si usted tiene diabetes (azúcar alta) y está tomando aliskiren (Tekturna, en Amturnide, Tekamlo, Tekturna HCT). Su doctor probablemente le dirá que no tome valsartán si usted tiene diabetes y también está tomando aliskiren.

### Contraindicaciones
- Embarazo y lactancia materna.[6]
- No hay estudios con pacientes afectos de insuficiencia renal.[7]